# 四更沙角
四更沙角，海南岛西岸的海角。地理坐标为北纬 19°11'36.00",东经108°35'60.00"E。
- 1996年，中国政府发布关于领海范围的声明，四更沙角为中国领海基点之一。